# Волькман, Кристиан
Кристиан Волькман (фр. Christian Volckman; род. в 1971 г.) — французский кинорежиссер, сценарист и художник.

## Карьера
Окончил Высшую Школу Искусств в Париже. Наиболее известен работой над мультипликационным фильмом «Ренессанс», созданным в стилях киберпанк и нуар. Съемки фильма проводились с использованием метода захвата движения (англ. motion capture). Было задействовано 40 актёров, в том числе Дэниел Крейг, Ромола Гарай, Джонатан Прайс и Иэн Холм. «Ренессанс» был выбран «Лучшим фильмом» на кинофестивале Annecy International Animated Film Festival в 2006 году. В той же категории он победил на 5-м фестивале Festival of European Animated Feature Films and TV Special в 2007-м. Картина, дистрибьютором которой была компания Miramax, получила смешанные отзывы критиков.
Среди других работ Волькмана — несколько клипов и два короткометражных фильма: «Le cobaye», получивший приз жюри на фестивале Annecy в 1995 году, и «Maaz», показанный примерно на 100 фестивалях и выигравший 30 наград, включая две за «Звук».
Волькман был режиссером нескольких клипов, включая «Miss Chang» и « Once upon a Time» для группы Chinese Man. Музыкальные видео «Paris sera toujours Paris», «Sous le ciel de Paris» и «Champs Elysées» были сняты Волькманом для певицы под псевдонимом Zaz. Кроме того, Волькманн создал клип «Requiem», представляющий Францию на Евровидении-2017.
В 2019 году Кристиан Волькман выступил режиссером мистического триллера «Комната желаний» с Ольгой Куриленко и Кевином Янссенсом в главных ролях. Мировая премьера фильма состоялась в апреле на кинофестивале в Бельгии. В российский прокат картина выйдет в сентябре.
В настоящее время Волькман готовится к съемкам анимационного фильма в стиле сай-фай «The Kid». Озвучить главного героя поручено Джейкобу Трамбле.

## Фильмография
| Year      | Title                                  | Position                                   | Note                   |
| --------- | -------------------------------------- | ------------------------------------------ | ---------------------- |
| 1994      | Le cobaye                              | Режиссер и сценарист                       | Короткометражный фильм |
| 1995      | Rayman                                 | Аниматор                                   | Компьютерная игра      |
| 1999      | Maaz                                   | Режиссер, сценарист, продюсер, актёр       | Короткометражный фильм |
| 2003      | The Man Without a Face                 | Плакатист                                  | Короткометражный фильм |
| 2006      | Ренессанс                              | Режиссер и художник-постановщик            | Полнометражный фильм   |
| 2006-2017 | Клипы для Zaz, Chineseman, Pep’s, Alma | Режиссер и художник-постановщик            | Клипы                  |
| 2019      | Комната желаний                        | Режиссер, сценарист и художник-постановщик | Полнометражный фильм   |
| 2020      | The Kid                                | Режиссер и художник-постановщик            | Полнометражный фильм   |